# 岳文泽
岳文泽（1977年—），教育部长江学者特聘教授，浙江大学求是特聘教授。

## 生平
1999年本科毕业于安徽师范大学地理系。后于华东师范大学获博士学位，随后在浙江大学和美国密歇根州立大学访问研究。现任浙江大学公共管理学院土地管理系主任、浙江大学土地与国家发展研究院副院长。

## 学术贡献
主要从事土地利用科学与城市管理研究工作。主持国家社科基金重大项目、重点项目等项目20多项，发表论文50余篇。入选国土资源部第二批国土科技领军人才培养计划、教育部青年长江学者、国家万人计划青年拔尖人才等。2020年起连续入选爱思唯尔中国高被引学者，入选科睿唯安2024年度“全球高被引科学家”名单。

## 社会兼职
中国城市生态学会理事，中国土地学会土地生态分会副秘书长，《Landscape and Urban Planning》、《Human Settlements and Sustainability》副主编。

## 奖励
- 2012年，获浙江省第十六届哲学社会科学优秀成果二等奖（第一完成人）
- 2012年，获浙江省科学技术奖二等奖（第八完成人）
- 2012年，获浙江省自然科学学术二等奖（第二完成人）
- 2014年，获浙江省第十七届哲学社会科学优秀成果二等奖（第一完成人）
- 2021年，获中国土地学会成立40周年40篇优秀论文奖（第一完成人）
- 2022年，获中国地理信息产业协会地理信息科技进步一等奖（第一完成人）
- 2023年，获重庆市第十一次社会科学优秀成果二等奖（第二完成人）